# Lederergasse 8 (Wiener Neustadt)

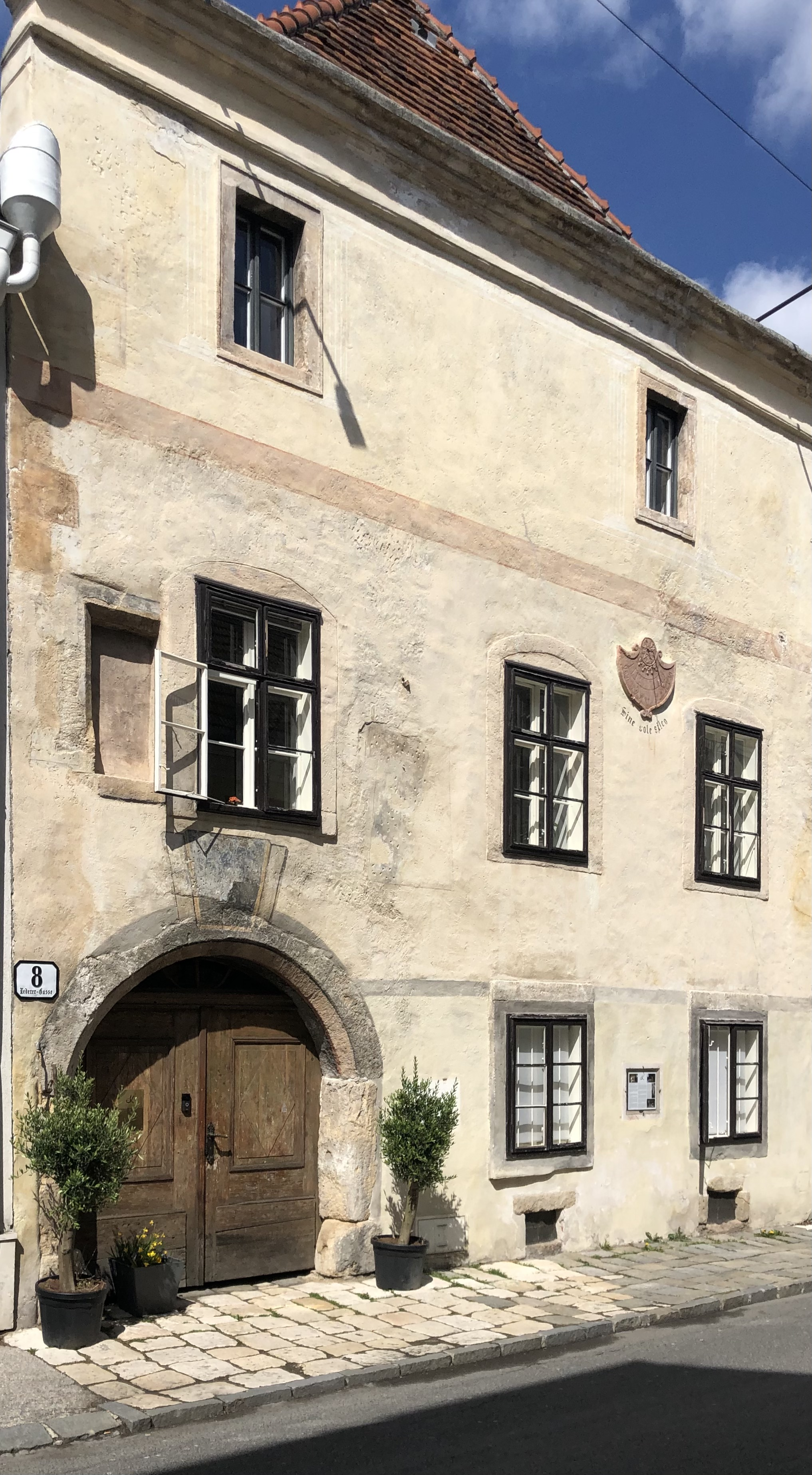
Das Haus Lederergasse 8

Das Haus Lederergasse 8 ist das zweitälteste Haus in Wiener Neustadt, welches vor über 500 Jahren erstmals urkundlich erwähnt wurde. Das Gebäude steht als Baudenkmal unter Denkmalschutz (Listeneintrag).
Im Jahr 1484 wurde dieses Haus von Christoph (Kristoff) Wulfing erworben. Die straßenseitige Fassade stammt aus der ersten Hälfte des 17. Jahrhunderts. Bei einer Renovierung 1994 wurde nach alten Vorlagen und unter Erhalt von möglichst viel alter Bausubstanz, zahlreichen Fresken und Stuckaturen freigelegt, die in verschiedensten Stilen übereinander gelegen waren. Das Niveau des Hofes wurde um über einen Meter gesenkt. Eine neue Dachkonstruktion musste errichtet werden, wobei die alten Trambäume erhalten blieben.

## Lage

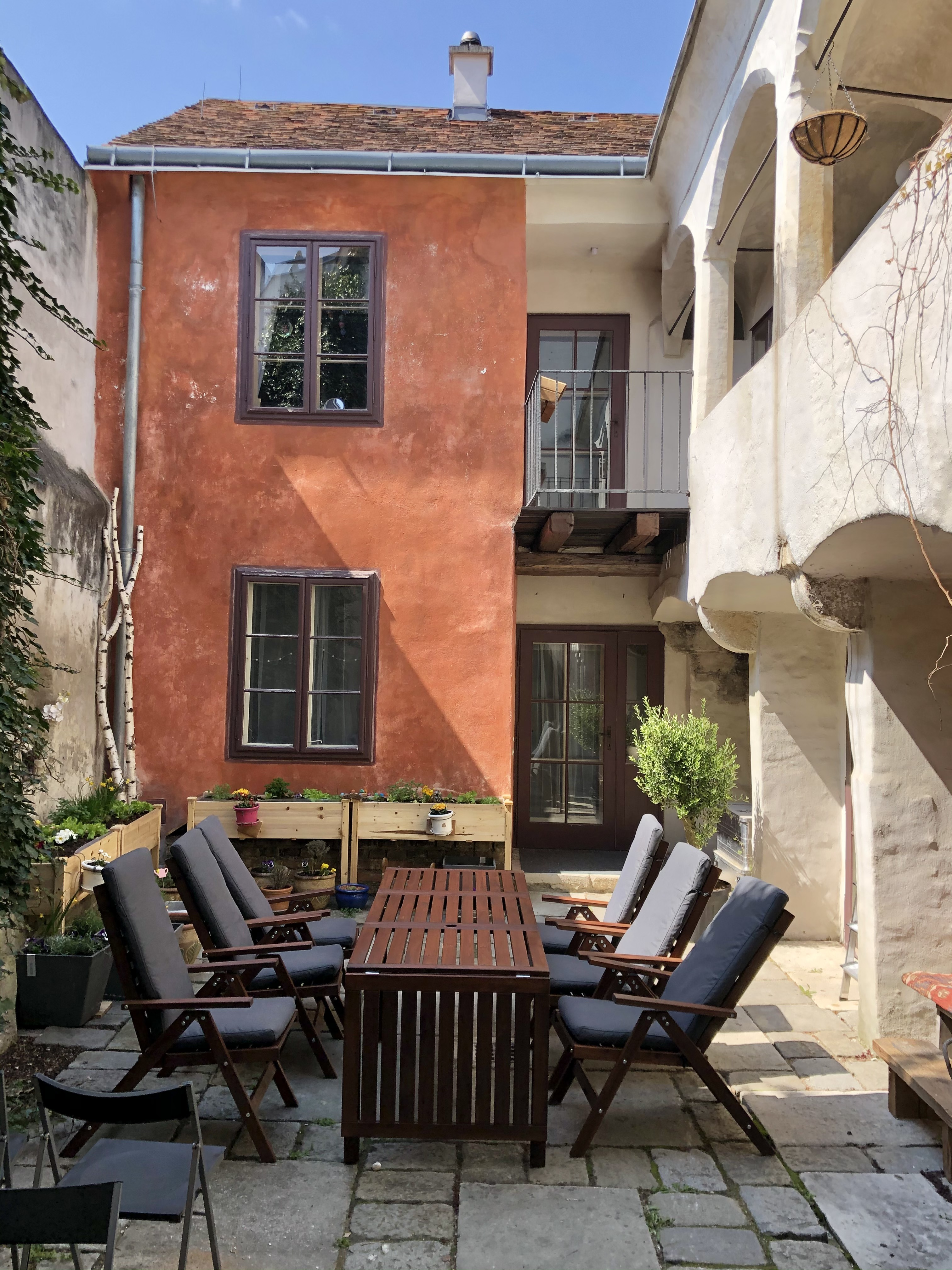
Innenhof mit Arkadengang und Hinterhaus

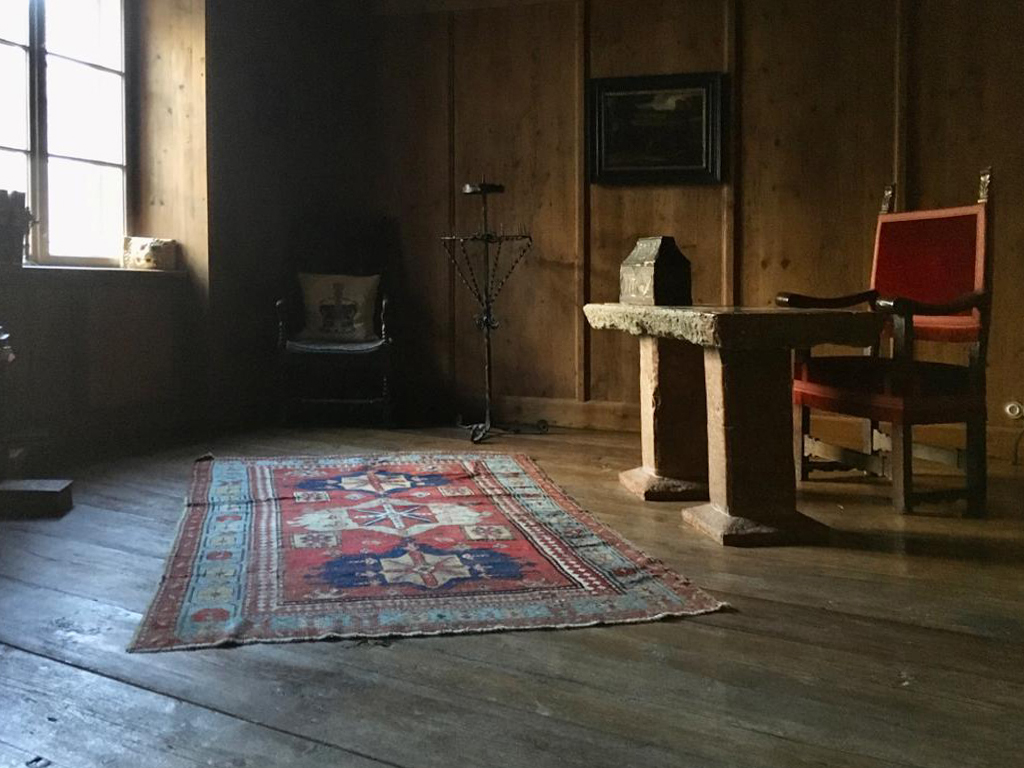
Wohnraum

Das im südwestlichen Teil der Stadt liegende „Brüderviertel“ verdankt seinen Namen dem Minoritenkloster. Dieser Bettelorden lebte fast 200 Jahre in seinem Kloster in Wiener Neustadt.
In der Reformationszeit um 1623 wurden er den Kapuzinern eingegliedert. Vom Volk wurden die Minoriten die „minderen Brüder“ genannt. Der Name „Mindere-Brüder-Viertel“ verkürzte sich später in „Brüderviertel“.
Wiener Neustadt hatte um 1500 ca. 16.000 bis 18.000 Einwohner, wobei sich ca. 8000 auf die innere Stadt und der Rest auf die ausgedehnten Vorstadt verteilte. Das Haus lag also im dichtest besiedelten Viertel einer sehr großen Stadt.
In der Lederergasse lag ein großer Hof, der den Grafen von Forchtenstein gehörte. Der Kern des Brüderviertels war von Handwerkern bewohnt und es gab viele ganz kleine Häuschen mit 3 Pfennig Grunddienst. Die Bewohner lebten dort dicht gedrängt. Der Grunddienst war die Abgabe, die die Hausbesitzer an den Grundherren, den Landesfürsten, leisten mussten. Mit der dichteren Besiedelung des Viertels und der dadurch notwendigen Neuschaffung von Wohnräumen wurden Grundstücke geteilt und wieder geteilt. So entstanden kleine 6-Pfennig- und sehr kleine 3-Pfennig-Häuser. Die ganz wenigen 12-Pfennig-Häuser gab es im Mittelalter eher an exponierten Stellen wie Hauptstraßen oder am Hauptplatz.
Die Lederergasse erhielt ihren Namen von den vielen Lederermeistern, die natürlich am fließenden Wasser ihren Hausbesitz hatten. Das altdeutsche Wort „Ircher“ bedeutete eigentlich Gräber, trotzdem handelte es sich um Erzeuger und Händler von Lederwaren. Es dürfte aber zu wenig Wasser gegeben haben und offenbar wurde das alte Bachbett mit der Zeit zu wasserarm. In einem sogenannten Gewehrbuch von 1497, welches im Stadtarchiv Wiener Neustadt aufliegt, werden noch zwei Bach-Arme beschrieben, die aus der Lederergasse kommen. Die Lederer verließen somit die nach ihnen benannte Lederergasse und siedelten sich an der Stadtmauer an, wo ihnen die Benutzung des Stadtgrabenwassers möglich war. So blieben die Häuser den anderen Berufen zur Verfügung.

## Baugeschichte
Nördliche und südliche Teile des Baukörpers weisen auf romanische Bauteile hin. Indiz dafür sind die Mauerstärke und eine gut ablesbare Parzellteilung.
Ein gotischer Umbau (1300 bis 1400) und die damit einhergehende Modernisierung des Hauses offenbart die Pracht dieser Epoche. Das Haus erhielt spätgotische, qualitativ und künstlerisch schön verarbeitete Gewölbe mit Putzgraten, Stuckelemente und noch immer gut erhaltene Türleibungen und gotische Verputze. Weiters entstand der Arkadenhof, der mittlerweile eine Vermischung spätgotischer und renaissancezeitlicher Formen darstellt. Im oberen Stockwerk ist neben dem Steinmauerwerk schon ein sehr sorgfältig gearbeitetes Ziegelmauerwerk zu erkennen. Der Mörtel ist dicht an die Ziegel herangezogen und großförmige Backsteine sind mit breiten Lagerfugen versetzt. Von den ursprünglichen Fensterausbildungen des Erdgeschoßes und des ersten Stockes ist nur noch wenig erhalten, vermutlich waren diese aber sparsam.
In der Renaissance (1400 bis 1558) wurde wahrscheinlich der Arkadengang geschaffen und es kam zu einem ersten Umbau der Fassade. Die großzügig gestalteten Räume „piano nobile“ bestechen durch ihre Großräumigkeit, leicht gerundeten Grate und Putzstäbe, ganz nach renaissancezeitlicher Neigung trotz Spätmittelalters. Das vorhandene Mauerwerk wurde umgebaut und das Ziegelformat zeigt die Wendung zu dieser neuen Epoche. Auch die Fassade mit ihrer horizontalen Gliederung, einfachem Gebälk, Dachform und Steingewände bestätigt diese Entwicklung.
Im Barock (1550 bis 1750) wurde nur wenig umgebaut. Die erhaltene Substanz wurde ausschließlich modernisiert. Die großen Räume wurden durch Ziegelmauern unterteilt, dies wird durch die Bautechnik ersichtlich, die vor allem in den wenig veränderten Mauern noch zu erkennen sind. Ein besonderes Zeugnis davon ist an den Kaminläufen zu finden. Ebenso stammen wahrscheinlich die Stiegenläufe aus dieser Zeit. Die Ausstattung, zum Beispiel im Herzzimmer, war in dieser Zeit künstlerisch besonders anspruchsvoll. Die Fassade wurde durch das neue korbbogige Sandsteinportal modernisiert. Die gotische Raumstruktur wurde durch diese Umbauphase jedoch nicht grundlegend verändert.
In der Klassik, dem Vormärz, dem Impressionismus bzw. der Spätromantik (1749 bis 1870) gab es keine durchgreifenden Umbauten. Die ehemals, noch aus dem Mittelalter stammenden Handelsräume im Erdgeschoß und Keller haben sich erhalten. Das Hinterhaus wurde Ende des 18. Jahrhunderts umgebaut. Eine Verbindung vom Vorder- zum Hinterhaus wurde im Obergeschoß geschaffen. In der Folgezeit wurde das Gebäude nur unwesentlich verändert. Die größeren Räume wurden durch leichte Trennwände unterteilt und der Zugang einzelner Zimmer durch Vermauern und Ausbrechen von Türen verändert. So entstanden kleinere Wohneinheiten, bestehend aus Küche und Wohnraum. Es existierten nur wenige Sanitäranlagen im ganzen Gebäude. Diese befanden sich im Hof und im Hinterhaus. Das Fließwasser wurde in Form von Wasserbecken am Gang beziehungsweise in der großen Halle eingerichtet. Kleinere Details, wie Türen, Fenster und Holzdecken, wurden in dieser Zeit geändert. Der Ausbau dieser Zeit wurde teilweise dem zeitgemäßen Standard für Mietwohnungen angepasst. Der schöne, sehr sorgfältig ausgestattete Dachstuhl stammt aus dieser Zeit.
Im 20. Jahrhundert diente das Haus weiter Wohn- und Handelszwecken. Besonders die Kellerräume wurden Ende der 1940er Jahre zu Lager- und Geschäftsräumen umgebaut. Die Höhe des Kellerraumes wurde durch Podeste verbaut. Kleine Veränderungen der Hauptfassade wurden ebenso durchgeführt. Die Fundamente wurden teilweise unterschlagen. Im Hinterhaus wurden ein WC und eine Waschküche für das Personal eingerichtet. Der Nebenraum wurde als Garage gestaltet. Die Flurhalle wurde mit einem Keramikboden ausgestattet und der Innenhof bekam einen Stützpfeiler. Eine grundlegende Sanierung und Revitalisierung erfolgte in den Jahren 1993 und 1994. Der Einbau einer modernen Heizung, ein Aufbau eines modernen Dachstuhls und ein sanfter Rückbau, um das mittelalterliche Ambiente wiederherzustellen, wurden durchgeführt.
Die ältesten Bauteile gehen in die Zeit vor dem 14. Jahrhundert zurück. Die Baureste stammen wahrscheinlich noch aus der zweiten Hälfte des 14. Jahrhunderts. Das Brüderviertel wurde in dieser Zeit systematisch zur Stadt ausgebaut. Auf den frühmittelalterlichen Außenmauern eines seinerzeit durch einen Brand zerstörten Hauses wurde der heutige Bau errichtet, dessen Kernsubstanz damit insgesamt als mittelalterlich bezeichnet werden kann. Ausgenommen sind der Dachstuhl aus dem 19. und die Hauptfassade, die nur noch in Teilen ursprünglich erhalten ist.
Die in zwei Phasen entstandene Einwölbung umfasst Stuckgrate, kleine Baudetails, wie Türöffnungen, Blendarkaden und Lichtnischen. All das erlaubt es, sich ein Bild über Wohnen und Leben im mittelalterlichen Wiener Neustadt zu machen. Freilich war das Haus mit seiner hoch-künstlerischen Ausstattung kein kleines Bürgerhaus. Man kann ohne Bedenken feststellen, dass das Haus ein Patrizier-Haus war. Die Dichte der vorliegenden Befunde über Bauteile aus dem Mittelalter sind maßgeblich. Natürlich sind die Oberflächen durch mancherlei kleinere Umbauten verändert, trotzdem kann man ein zuverlässiges Bild der Baugeschichte des Hauses gewinnen. Signierte Ziegel weisen Bauzeiten auf, die vom frühen Mittelalter bis ins 19. Jahrhundert reichen.

## Architektur

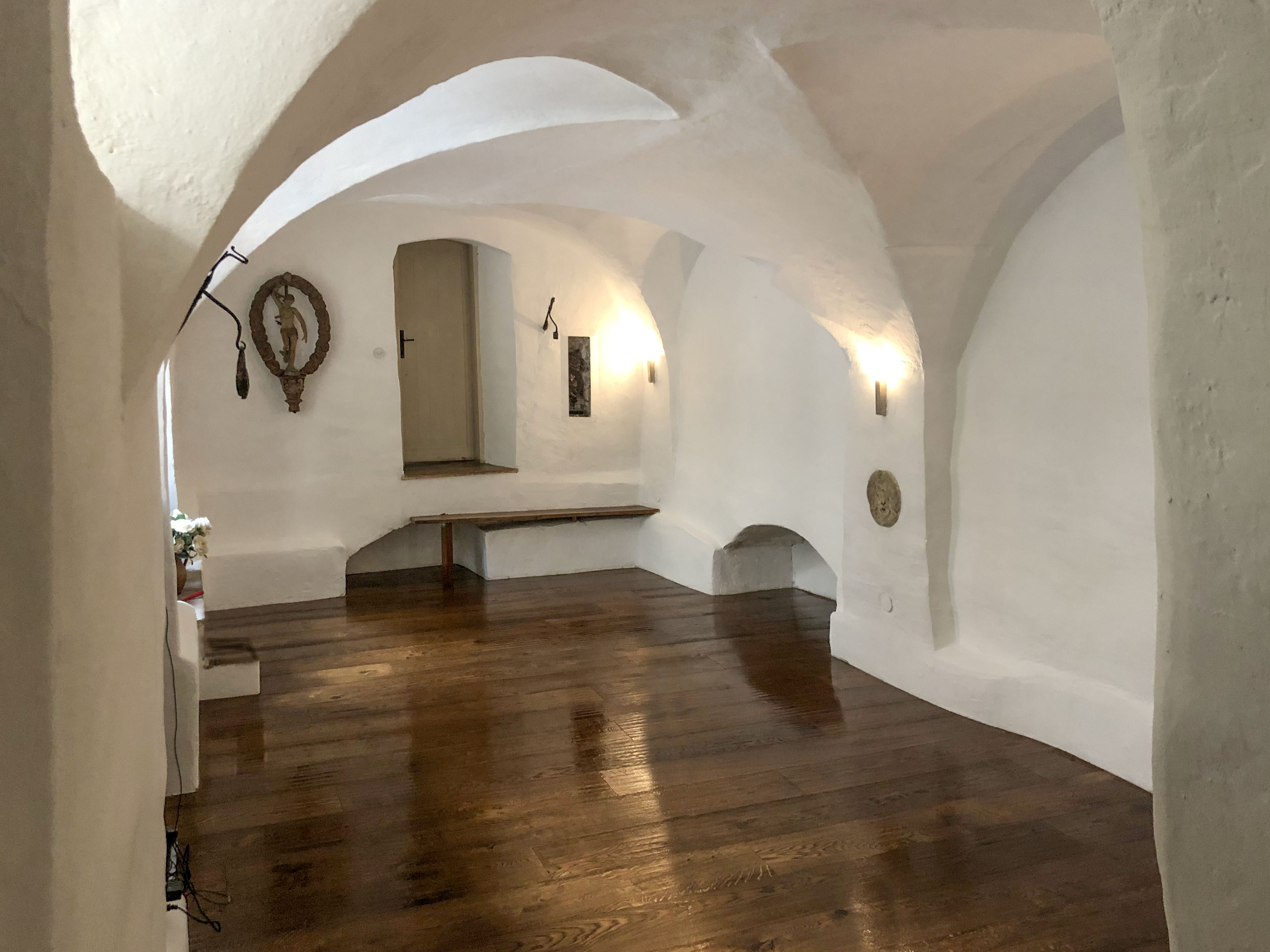
Ehemaliger Speisesaal

Das Haus liegt in ost-westlicher Richtung und steht auf einer langgestreckten Bauparzelle innerhalb des Straßenzuges zwischen Lederergasse und Kurzgasse. Das Haus mit der Beschreibung „Conscr Nr. 133“ mit langer Parzelle besteht aus einem Vorderhaus, einem Hofflügel und einem aus späterer Zeit stammenden Hinterhaus.
Das Haus musste damals ein sehr großes Haus gewesen sein. Um ca. 1490 wurde sein Wert auf 16 Pfund Pfennig geschätzt, damals diente es als Pfand für den Dorothea-Altar im Dom von Wiener Neustadt (auch: Liebfrauenkirche). Der damalige Besitzer war Christoph Wulfing, der gleichzeitig ein Genannter und im Rat war (1491–1495). Außerdem war er der bedeutendste Mann der Hafnergilde. Als Besitzer eines eigenen Stadels im Brüderviertel war er Grund- und Hausherr. Mit großer Wahrscheinlichkeit verdankt das Haus das Ambiente Wulfing, wobei es schwierig ist festzustellen, wer hier Mäzen war und welche Künstler dem Hause dienten. Im Jahre 1502 setzt sich Kaiser Maximilian I. (HRR) persönlich dafür ein, dass Christoph Wulfing den Posten eines Bergrichters zu Sterzing erhalten solle.
Das gesamte Haus erstreckt sich über eine fast reguläre lange Parzellzeile. Im südlichen und nördlichen Teil des Hauses findet man die ältesten Bauteile des Mauergevierts. Die dicken Umfassungsmauern entsprechen genau einer Bauparzelle. Innerhalb des ältesten Mauerwerkes ist das Haus mit Mauervierecken und Blendarkaden, die sich mit dem ehemaligen älteren Haus oder seinen Teilen konstruktiv fortsetzen, eingebaut.
Die jüngeren gotischen Teile machten eine Anpassung mit Stockwerken notwendig.
Das Haus erschließt sich über eine lange tonnengewölbte Flurhalle, die zum Hof führt. Im Hof befinden sich auf einer Seite zweigeschoßige Flügel mit einem Arkadengang auf der rechten Seite. Im Westen umschließt der Hof ehemalige Stallungen oder Heutennen. Hier erfolgte der Umbau im 19. Jahrhundert.
Das Gebäude hat einen hakenförmigen Grundriss mit tieferem Vorderhaus, kurzem Hofflügel und kleinem Hinterhaus.